# Salomé (discípula)
Salomé, ahora también llamada Santa Salomé o María Salomé, fue una seguidora de Jesús de Nazaret que es escasamente mencionada en los evangelios canónicos, pero que aparece de forma más detallada en algunos evangelios apócrifos. Según la interpretación tradicional cristiana de los textos evangélicos, habría sido la madre de los apóstoles Santiago el Mayor y San Juan Evangelista, se cree que ella es la hermana de María la madre de Jesucristo, por el versículo en Juan 19:25. 
Es considerada santa por la Iglesia católica, que celebra su fiesta el 22 de octubre. En Santiago de Compostela existe un templo dedicado a su persona: la Iglesia de Santa Salomé construida en el siglo XII; al igual que en las villas de donde es patrona, Bonares, Huelva: la Ermita de Santa María Salomé, y en Veroli, Italia: Basilica Concattedrale di Santa Maria Salome.

## Salomé en los evangelios canónicos
En el Evangelio de Marcos es mencionada entre los testigos de la crucifixión de Jesús (Marcos 15:40), junto con María Magdalena y "María, la madre de Santiago el Menor y de José". Tras la muerte de Jesús, las tres mujeres acuden a la sepultura de Jesús, y un joven vestido de blanco les anuncia la resurrección (Marcos 16:1-8). 
En el Evangelio de Mateo no es mencionada nunca por su nombre; sin embargo, en el relato de la Crucifixión aparecen mencionadas tres mujeres: María Magdalena; María, la madre de Santiago y José, y "la madre de los hijos de Zebedeo" (Mateo 27:56). Esta mujer estaría siendo referencia a la misma persona que en el Evangelio de Marcos. Salomé sería la madre de Santiago y Juan, hijos de Zebedeo. La madre de los hijos de Zebedeo interviene también en otro pasaje del Evangelio de Mateo (Mateo 20:20-28), cuando pide a Jesús un lugar de honor para sus hijos en su futuro reino. Mateo no la menciona entre las mujeres que descubren la resurrección de Jesús, que en su evangelio son solamente dos, María Magdalena y "la otra María" (Mateo 28:1) quien posiblemente sería María de Cleofás. 
En el Evangelio de Juan hay una duda de si fueron tres mujeres o cuatro, dado a la procesión de los acontecimientos, las mujeres que asisten a la crucifixión, pero esta vez se trata de María Magdalena, María, la madre de Jesús y María de Cleofás (seguramente, esposa de un personaje llamado Cleofás), madre de Santiago el menor y Judas Tadeo de la que se dice que es hermana de la madre de Jesús (Juan 19:25). 
La interpretación católica tradicional considera que María de Cleofás no es Salomé la discípula.
Los evangelios canónicos no califican a santa Salomé como una apóstol, por lo que los principales escritores cristianos le dan el título de "seguidora" de Jesús.
Dentro de la tradición católica, también se le llama a María Salomé (tres Marías), sin embargo, esto no se corrobora en ningún pasaje Bíblico. En la Santa Biblia no se llega a aclarar que a Salomé también haya sido llamada María.

## Salomé en los apócrifos

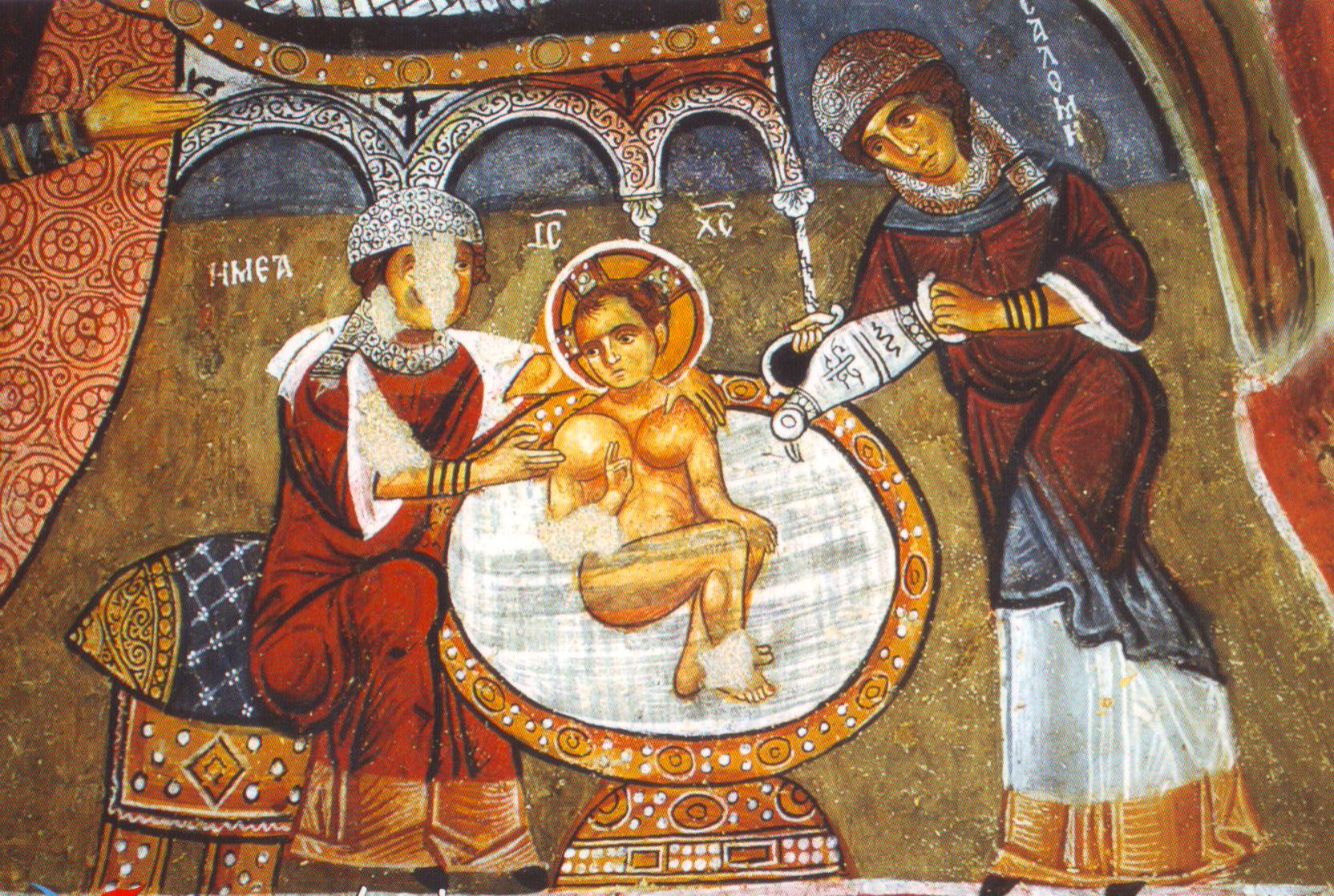
Salomé ayudando a bañar al Niño Jesús

En el Evangelio de Tomás, encontrado en Nag Hammadi, entre los discípulos de Jesús se cita a dos mujeres: María Magdalena y Salomé. Interviene en un enigmático pasaje:
« Jesús ha dicho: Dos descansarán en una cama, el uno morirá, el otro vivirá. Salomé dijo: ¿Quién eres tú, hombre? Como mandado por alguien, te tendiste en mi cama y comiste de mi mesa. Jesús le ha dicho: Soy quien viene de la igualdad. A mí se me han dado de las cosas de mi Padre. Salomé dijo: Soy tu discípula. Jesús le dijo: Por eso yo digo que cuando alguien iguale se llenará de luz, pero cuando divida se llenará de oscuridad». (Evangelio de Tomás, Biblioteca de Nag Hammadi,61).
En el antiguo evangelio de los egipcios, de comienzos del siglo II, Salomé aparece también como discípula de Jesús. Clemente de Alejandría (Stromata III, 9): 
A Salomé, que le preguntaba: "¿Durante cuánto tiempo estará en vigor la muerte?", le dijo el Señor:"Mientras vosotras, las mujeres, sigáis engendrando. Mientras las mujeres den a luz, porque he venido a poner fin a las obras de las mujeres. Salomé respondió: "Entonces hice bien en no dar a luz. Entonces el Señor le dijo: Puedes comer cualquier hierba, pero aquella que es amarga no la comas".
Al parecer, había una tradición muy antigua de que Salomé, la seguidora de Jesús, no tenía hijos y posiblemente estaba soltera.
El controvertido Evangelio secreto de Marcos, dos de cuyos pasajes se citan en una carta supuestamente escrita por Clemente de Alejandría contiene otra mención de Salomé que no aparece en el evangelio canónico de Marcos. Se trata de un fragmento que iría intercalado en Marcos 10:46, entre "Entonces vinieron a Jericó" y "y al salir de Jericó". Dice así:
Y estaban allí la hermana del joven a quien amaba Jesús, y la madre de éste y Salomé; pero Jesús no las recibió..
En los primeros textos cristianos, todavía hay varias otras referencias a una Salomé.  Aparece, por ejemplo, en el Protoevangelio de Santiago (cap. XVI):
 Y Salomé salió a recibirlo.  La comadrona dijo, "¡Salomé, Salomé! Necesito contarte una maravilla nunca antes vista: una virgen dio a luz. Como sabes, esto es imposible para la naturaleza humana".  Salomé respondió: "Por el Señor, Dios mío, no creeré hasta que pueda tocar mis dedos en su naturaleza para examinarlo".
Entonces la comadrona entró [a la cueva] y le dijo a María: 
Prepárate porque hay una duda sobre ti entre nosotras".  Y Salomé puso el dedo en la naturaleza [de María] y soltó un fuerte grito: "¡Ay de mí! ¡Mi malicia y mi incredulidad tienen la culpa! ¡Mi mano se ha carbonizado y se ha desprendido de mi cuerpo por tentar al Dios vivo!".

- Protoevangelio de Santiago (capítulo XVI). 
Otra referencia es en el apócrifo Evangelio de Bartolomé, que también enumera las mujeres que fueron a la tumba.  Entre ellos estaban: María Magdalena, María, madre de Jacobo, a quien Jesús liberó de las manos de Satanás;  María, quien le servía; Marta, su hermana;  Joana (quizás también Susana), que renunció al lecho matrimonial, y Salomé, que lo intentó.

## Veneración de Salomé en Santiago de Compostela

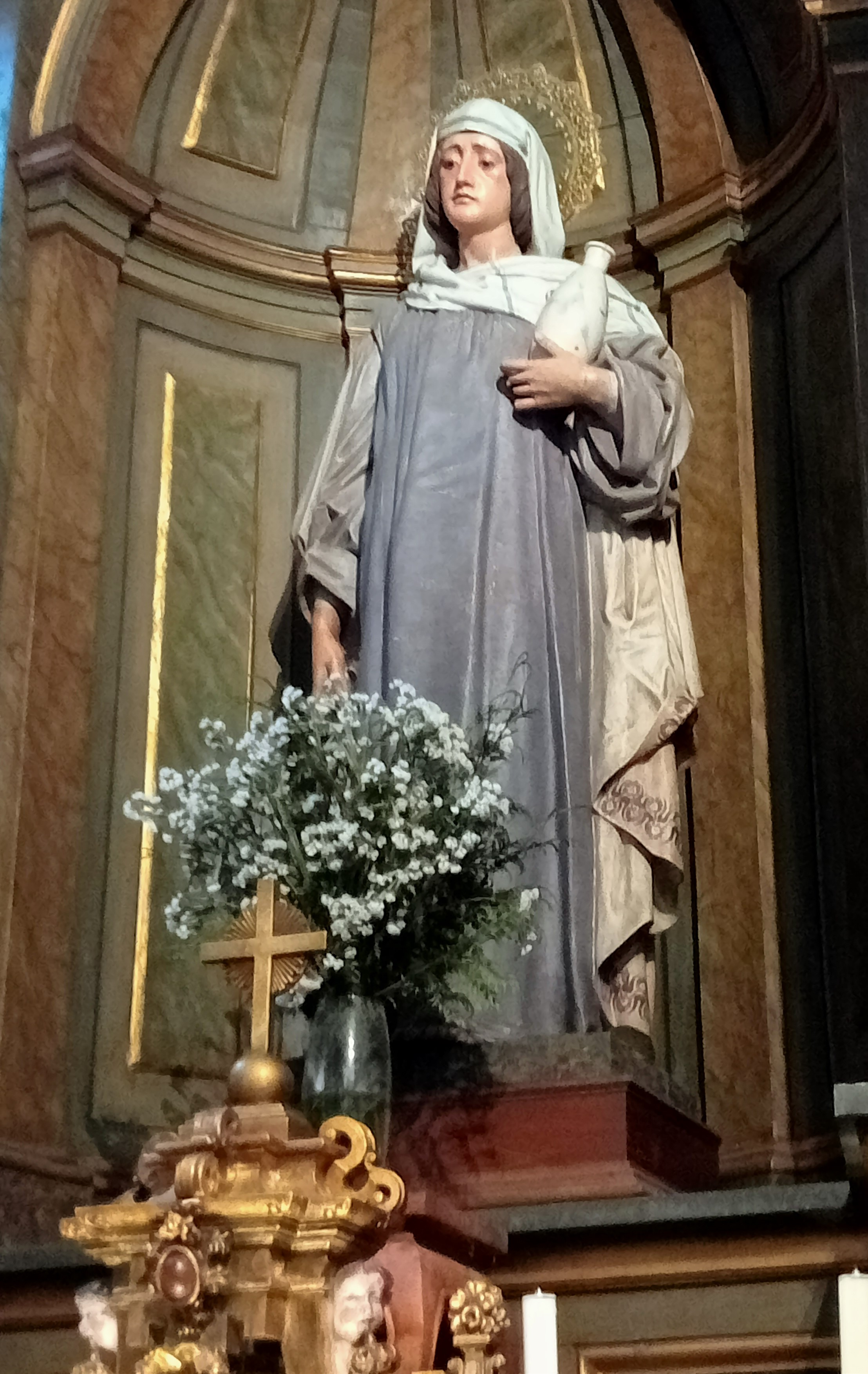
Imagen de María Salomé en la capilla mayor de la iglesia de su nombre, en Santiago de Compostela.

Asumiendo la tradición de que este personaje es la madre del apóstol enterrado en la catedral de la capital gallega, se puede ver su imagen bien destacada en este templo, en la torre derecha de la fachada que da a la plaza del Obradoiro, mientras que Zebedeo se encuentra representado en la torre izquierda.
Asimismo, la ciudad tiene en su haber la única iglesia parroquial de España (y probablemente del mundo) dedicada a esta santa: se trata de un templo románico situado en pleno casco histórico, muy cercano a la catedral.

## Veneración de Salomé en Bonares (Huelva)
Santa María Salomé es la patrona de la localidad onubense de Bonares. Su imagen, muy venerada, se halla en la ermita que lleva su nombre, en lo más alto del pueblo. Es una imagen peculiar porque se le representa con sus dos hijos: de la mano derecha, Santiago el Mayor, patrón de España, y en el brazo izquierdo porta a San Juan Evangelista, el discípulo amado de Jesús. Esto hace referencia al amor de madre. En el año 2012 se hermanó la Hdad. de Santa María Salomé de Bonares (España) con la Nobile Confraternidad de Santa María Salomé de Veroli (Italia). Todos los años se celebran las fiestas patronales del municipio durante cinco días, con procesión de la imagen el 22 de octubre.